# Bill Cormack le fédéré
Pour plus de détails, voir Fiche technique et Distribution.
Bill Cormack le fédéré (Giubbe rosse, Red Coat ou Royal Mounted Police) est un film italien réalisé par Joe d'Amato en 1974 et sorti en 1975.

## Synopsis
Un officier de la police montée canadienne Bill Cormack part à la recherche de son fils Jimmy enlevé par Cariboo dans le but de se venger d'une vieille histoire entre les deux hommes.

## Fiche technique
- Titre original : Giubbe Rosse
- Titre en français : Bill Cormack le fédéré[1]
- Réalisation : Joe d'Amato, assisté de Mario Garriba
- Scénario : Joe d'Amato, Claudio Bernabei et George Estman
- Production : Alfonso Donati
- Musique : Carlo Rustichelli
- Pays :  Italie
- Langue : italien
- Format : couleur
- Durée : 88 minutes
- Son : Mono
- Lieux de tournage : Rome, les montagnes italienne
- Genre : Aventure, Western
- Date de sortie :
  -  Italie 24 avril 1975
  -  États-Unis 21 février 1977
  - Inédit en France, distribué en province dans le Sud-Est[1]

## Distribution
- Fabio Testi : Caporal Bill Cormack
- Guido Mannari : Cariboo
- Lynne Frederick : Elizabeth
- Renato Cestiè : Jimmy
- Lionel Stander : Docteur Higgins
- Wendy D'Olive : Shee-Noa
- Lars Bloch : Andy
- Daniele Dublino : Le Lieutenant
- Geoffrey Copleston : Chef RCMP
- Bruno Corazzari : Logan
- Paolo Magalotti : Un citadin
- Luigi Antonio Guerra : Un des hommes du Loup
- Aldo Cecconi : Fred

## Autour du film
- C'est le premier film dans lequel Aristide Massaccesi prend le nom de Joe d'Amato.
- Première collaboration entre d'Amato et George Estman.
- Première collaboration entre Fabio Testi et Lynne Frederick allaient se retrouver dans le film Les Quatre de l'apocalypse réalisé par Lucio Fulci.

## Critique
L'acteur principal est particulièrement inexpressif, selon la critique publiée dans l'Unità.